# Aleksandar Diklić
a
Aleksandar Diklić (Beograd, 7. mart 1970) srpski je kompozitor, reditelj, pisac, izdavač, kolumnista i producent.

## Biografija
Rano bavljenje muzikom obeležio je studijskim radom u velikom broju muzičkih studija u Beogradu. Učestvovao je u produkciji većeg broja raznih projekata popularne muzike. Uz asistenciju beogradskog producenta i bliskog prijatelja, Miloša Pavlovića, samostalno je komponovao i realizovao instrumentalni album „Moja Aleksandrija“. Album je objavila beogradska izdavačka kuća „Komuna“, 1997. godine.
Diklić je sa svojom numerom „Jerusalim, Carigrad, Beograd“, uvršten u antologiju jugoslovenske instrumentalne muzike „Okean“, u izdanju City Records-a.
Ima ćerku Lenu (2010) kojoj posvećuje svoje novije radove.
Živi i radi u Beogradu.
Dobitnik je prestižne Nagrade Grada Beograda koja mu je, od strane Skupštine grada Beograda, dodeljena 17. aprila 2014. (za 2013, kategorija novinarstvo), kao i nagrade Beogradski pobednik, koja mu je od strane Privredne komore Beograda, dodeljena 24. juna 2014.
Dobitnik je nagrade Zlatni hit liber 2014.

## „Moja Aleksandrija“
„Moja Aleksandrija“ je jedna od najčešće emitovanih muzičkih dela na srpskim radio i TV stanicama, a note ovog albuma, svojom dramatičnom prirodom, podloga su velikom broju dokumentarnih i kulturno-obrazovnih programa. U projektu "Moja Aleksandrija", učestvovala je veličanstvena Brankica Vasić Vasilisa.
Na albumu se nalaze numere:
1. Jerusalim,
2. Carigrad,
3. Beograd,
4. Aleksandrija,
5. Kosovska magla,
6. Nebeski grad,
7. Ogledala vremena,
8. Manastir,
9. U vremenu velike tuge,
10. Otac,
11. Gora.

## „Beograd, večiti grad“ — TV serijal i knjiga
Aleksandar Diklić je autor filmskog serijala „Beograd — večiti grad“, koji je u okviru svoje produkcijske kuće Skordisk stvarao pune 4 godine.
Čak 27 epizoda u trajanju od 45 do 60 minuta, vode u duboko vreme srpske prestonice.
Uz asistenciju Nemanje Radulovića (montaža, kamera, animacija, fotografija), serijal su angažovanjem pomogli spikeri Goran Stojić i Žarko Obračević.
U ovom serijalu autor prikazuje istoriju rodnog grada, od perioda neolita, do današnjih dana. Brojni osvajači Beograda, prohujali su kroz ovaj serijal, svako ostavljajući po neki podatak za sobom.

## „Beograd, večiti grad, sentimentalno putovanje kroz istoriju“ — knjiga
Dana 28. decembra 2013. u izdanju RTS-a i Skordisk-a, objavljena je, danas već kultna knjiga, Beograd večiti grad, autora Aleksandra Diklića.
Knjiga je do avgusta 2021. godine doživela svoje 30. izdanje, i ostvarila nezapamćenu popularnost i pozitivne kritike stručne javnosti i publike. Od 2014. godine u prodaji je i ćirilično, a od 2015. i englesko izdanje knjige, obogaćeno i dopunjeno indeksom imena. Od 19. izdanja, samostalni izdavač knjige postaje produkcija Skordisk.
Rekli su o knjizi:
O Beogradu i njegovoj burnoj istoriji je tu i tamo objavljeno neko poglavlje, ali nešto slično ovom poduhvatu nije zabeleženo
— Milan Vlajčić,
filmski kritičar i komentator Blica
Ovaj pošten i jasan pristup daje s jedne strane interesantnu, ali s druge strane veoma preciznu sliku prošlosti. Politička korektnost sa kojom autor opisuje susedne države i narode i njihovu ulogu u istoriji Srbije, uzdiže njegovo delo na nivo opšte prihvaćenih evropskih standarda.
— dr Aleksej Timofejev,
naučni saradnik Instituta za noviju istoriju Srbije
Monumentalni opus koji je ostvario autor oduševio me serioznim pristupom ovako složenom zadatku — prikazati grad kao glavnog junaka’, u njegovom višemilenijumskom trajanju.
Beograd je univerzalni Grad, Grad njegovih stalnih ili privremenih stanovnika, Grad njegovih građana, Grad onih koji su ga doživljavali kao svoj, Grad onih koji su zajedno s njim stradati na ovoj istorijskoj raskrsnici. Upravo ovu dimenziju nam izvanredno daje autor, bilo da se radi o poznatim istorijskim dešavanjima ili da se radi o ezoteriji, saznanjima koja su dostupna samo posvećenima.
— Jovan Mirković,
muzejski savetnik Muzeja žrtava genocida
Dok posmatramo drevne portrete, karte, mape, gravire, crteže i planove, uživamo u zanimljivoj i inspirativoj priči, grandioznoj po opusu, ali ipak dinamičnoj i po meri modernog čoveka. Beogradska enciklopedija nam pruža divnu i dugu šetnju kroz burne beogradske vekove. Nesvakidašnje, šarmantno delo, nezabeleženo u produkciji većih i bogatijih gradova Evrope i sveta.
— Dimitrije Nastić, publicista

## „100 senki nad Beogradom“ — TV serijal i knjiga
Produkcija je Skordisk, autor Aleksandar Diklić.
Serijal 100 Senki nad Beogradom je novo autorsko delo Aleksandra Diklića, monumentalno delo po obimu, sadrži 100 emisija o biografijama ljudi koji su obeležili istoriju Beograda.
Knjiga je objavljena 14. juna 2017, a do avgusta 2021 godine, objavljeno je 5 izdanja.

## „Rajh u Beogradu“ — TV serijal i knjiga
Produkcija je Skordisk, autor Aleksandar Diklić.
Serijal "Rajh u Beogradu", najnovije delo Aleksandra Diklića, satkano je od 12 polusatnih epizoda koje nas vode u najmračnija vremena večitog grada. Istražujući uzroke stradanja svog naroda, autor je zašao u pragermansku religiju, istoriju sva tri "Sveta rimska carstva nemačkog naroda", okultni nacizam i konačno, pokušao je da objasni trajno dejstvo nemačkih armija prema i kroz Srpsko Podunavlje. Projekat je realizovan uz učešće: dr doc Alekseja Timofejeva, istoričara i publiciste Jovana Mirkovića i uz pomoć Božidara Nikolića — legendarnog tvorca srpskog dokumentarnog filma. Rajh u Beogradu će biti emitovan na TV Studiju B, matičnoj kući Aleksandra Diklića. RAJH u BEOGRADU, je televizijski serijal od 12 epizoda, a do marta 2022. godine, autor planira i izdavanje istoimene knjige.

## Spoljašnje veze
- Prezentacija Skordiska
- Veb prezentacija Aleksandra Diklića
- Aleksandar Diklić на веб-сајту  (језик: енглески)